# Cadre-71/2-Weltmeisterschaft 1933

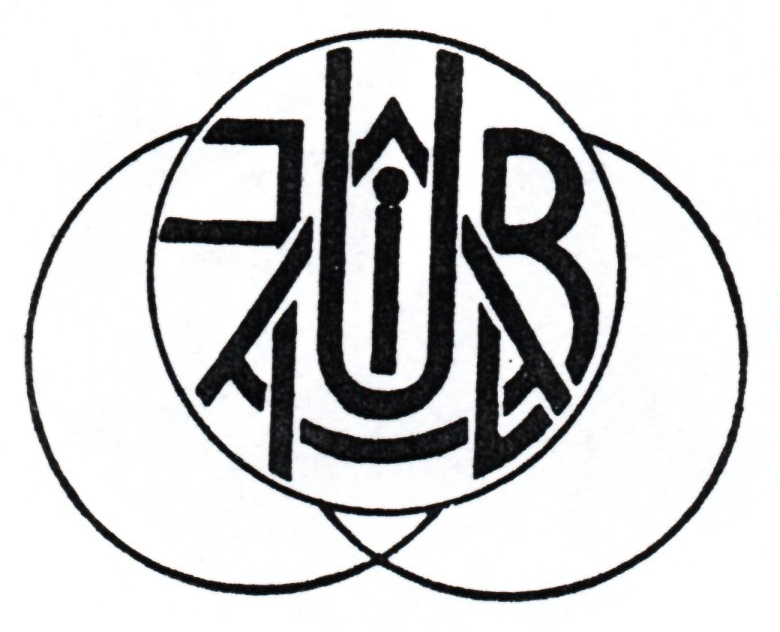
Logo UIFAB (ausrichtender Verband)

Die Cadre-71/2-Weltmeisterschaft 1933 war die vierte Cadre 71/2 Weltmeisterschaft. Das Turnier fand vom 9. bis zum 14. Juni 1933 im belgischen Ostende statt. Es war die erste Cadre-71/2-Weltmeisterschaft in Belgien.

## Geschichte
Nach zwei zweiten Plätzen 1931 und 1932 gewann der Belgier Gaston de Doncker seinen ersten Weltmeistertitel. Der Zweitplatzierte Gustave van Belle stellte mit 13,68 einen neuen Weltrekord im Generaldurchschnitt (GD) auf. Erstmals wurde mit 10,40 ein Turnierdurchschnitt von über 10 Punkten pro Aufnahme erzielt.

## Turniermodus
Es wurde eine Finalrunde im Round Robin System bis 300 Punkte gespielt. Bei MP-Gleichstand wird in folgender Reihenfolge gewertet:
1. MP = Matchpunkte
2. GD = Generaldurchschnitt
3. HS = Höchstserie

## Abschlusstabelle
| MP    | Match Points (Sieger = 2; Unentschieden = 1; Verlierer = 0) |
| Pkte. | Erzielte Karambolagen                                       |
| Aufn. | Benötigte Versuche                                          |
| GD    | Generaldurchschnitt                                         |
| BED   | Bester Einzeldurchschnitt eines Spielers                    |
| HS    | Höchstserie                                                 |
|       | Bester GD des Turniers                                      |
|       | Bester ED des Turniers                                      |
|       | Beste HS des Turniers                                       |
|       | 1. Platz (Gold)                                             |
|       | 2. Platz (Silber)                                           |
|       | 3. Platz (Bronze)                                           |

| Platz                      | Name              | MP   | Pkte. | Aufn. | GD    | BED   | HS |
| -------------------------- | ----------------- | ---- | ----- | ----- | ----- | ----- | -- |
| 1                          | Gaston de Doncker | 12:2 | 2024  | 173   | 11,69 | 20,00 | 82 |
| 2                          | Gustave van Belle | 10:4 | 1929  | 141   | 13,68 | 21,42 | 90 |
| 3                          | Jean Albert       | 10:4 | 1930  | 178   | 10,84 | 23,07 | 93 |
| 4                          | Edmond Soussa     | 8:6  | 1988  | 149   | 13,34 | 21,42 | 77 |
| 5                          | Constant Côte     | 6:8  | 1690  | 170   | 9,94  | 13,63 | 68 |
| 6                          | Jan Sweering      | 6:8  | 1537  | 161   | 9,54  | 13,63 | 70 |
| 7                          | Carl Foerster     | 2:12 | 1542  | 197   | 7,82  | 10,00 | 65 |
| 8                          | Alfredo Ferraz    | 2:12 | 1173  | 158   | 7,42  | 5,88  | 47 |
| Turnierdurchschnitt: 10,40 |                   |      |       |       |       |       |    |